# 仲六郷
仲六郷（なかろくごう）は、東京都大田区の町名である。現行行政地名は仲六郷一丁目から仲六郷四丁目で、住居表示実施済区域。

## 地理
東部で接する第一京浜を境に大田区東六郷になる。西部で接するJR東海道本線境に大田区西六郷になる。南部で接する多摩川（六郷川）を境に神奈川県川崎市幸区となる。北部は大田区蒲田本町に接する。町域内は住宅、中小企業（町工場）、商業地が混在した街でアパートやマンションも多く、一人暮らしの若年層の住民も目立つ。

### 防災
東京都都市整備局が2022年に公表した「地震に関する地域危険度測定調査（第９回）」では、仲六郷二丁目は、地震に対する火災危険度と総合危険度が、五段階評価のうち相対的に最も危険とされる「レベル5」となった。

### 地価
住宅地の地価は、2025年（令和7年）1月1日の公示地価によれば、仲六郷3-13-2の地点で47万円/m2となっている。

## 歴史

### 平安時代
平安末期天喜5年（1057年）、河内源氏の源頼義・源義家（八幡太郎義家）親子が奥州追討の兵士を募る源氏の旗を掲げ、戦勝祈願をして奥州に向かった。

### 江戸時代
- 江戸幕府開府の時には「六郷の渡し」が造られ、江戸入府最後の官許の渡し（関所）であった。参勤交代の大名も東海道を行き来する旅人も、六郷の渡しを見ると江戸に着いたと実感した。
- 歌川広重の浮世絵 江戸名所百景「八景坂鎧掛松」は「六郷の渡し」が描かれて江戸当時の六郷の様子をうかがえる。同じく歌川広重の浮世絵 東海道五十三次「川崎 六郷渡舟」も当時の様子が描かれている。

### 明治時代
江戸から明治へ移行時、「六郷渡し場」に船橋が架けられて天皇を乗せた鳳輦が六郷川を渡り江戸に入った。

## 世帯数と人口
2024年（令和6年）4月1日現在（東京都発表）の世帯数と人口は以下の通りである。
| 丁目         | 世帯数    | 人口     |
| ------------ | --------- | -------- |
| 仲六郷一丁目 | 3,140世帯 | 5,406人  |
| 仲六郷二丁目 | 2,489世帯 | 3,937人  |
| 仲六郷三丁目 | 1,899世帯 | 3,525人  |
| 仲六郷四丁目 | 2,339世帯 | 3,745人  |
| 計           | 9,867世帯 | 16,613人 |

### 人口の変遷
国勢調査による人口の推移。
| 年                 | 人口   |
| ------------------ | ------ |
| 1995年（平成7年）  | 16,923 |
| 2000年（平成12年） | 17,091 |
| 2005年（平成17年） | 17,092 |
| 2010年（平成22年） | 17,401 |
| 2015年（平成27年） | 17,567 |
| 2020年（令和2年）  | 17,504 |

### 世帯数の変遷
国勢調査による世帯数の推移。
| 年                 | 世帯数 |
| ------------------ | ------ |
| 1995年（平成7年）  | 7,498  |
| 2000年（平成12年） | 7,884  |
| 2005年（平成17年） | 7,890  |
| 2010年（平成22年） | 8,462  |
| 2015年（平成27年） | 9,030  |
| 2020年（令和2年）  | 9,634  |

## 学区
区立小・中学校に通う場合、学区は以下の通りとなる（2023年3月時点）。
| 丁目         | 番地     | 小学校               | 中学校               |
| ------------ | -------- | -------------------- | -------------------- |
| 仲六郷一丁目 | 全域     | 大田区立仲六郷小学校 | 大田区立志茂田中学校 |
| 仲六郷二丁目 | 全域     | 大田区立仲六郷小学校 | 大田区立六郷中学校   |
| 仲六郷三丁目 | 1〜27番  | 大田区立西六郷小学校 | 大田区立六郷中学校   |
| 仲六郷三丁目 | 28〜32番 | 大田区立六郷小学校   | 大田区立南六郷中学校 |
| 仲六郷四丁目 | 28〜36番 | 大田区立六郷小学校   | 大田区立六郷中学校   |
| 仲六郷四丁目 | 1〜27番  | 大田区立高畑小学校   | 大田区立六郷中学校   |

## 事業所
2021年（令和3年）現在の経済センサス調査による事業所数と従業員数は以下の通りである。
| 丁目         | 事業所数  | 従業員数 |
| ------------ | --------- | -------- |
| 仲六郷一丁目 | 126事業所 | 794人    |
| 仲六郷二丁目 | 312事業所 | 1,779人  |
| 仲六郷三丁目 | 77事業所  | 677人    |
| 仲六郷四丁目 | 101事業所 | 784人    |
| 計           | 616事業所 | 4,034人  |

### 事業者数の変遷
経済センサスによる事業所数の推移。
| 年                 | 事業者数 |
| ------------------ | -------- |
| 2016年（平成28年） | 672      |
| 2021年（令和3年）  | 616      |

### 従業員数の変遷
経済センサスによる従業員数の推移。
| 年                 | 従業員数 |
| ------------------ | -------- |
| 2016年（平成28年） | 4,217    |
| 2021年（令和3年）  | 4,034    |

## 交通
南北に京急本線が通過して町域内に雑色駅、六郷土手駅がある。環八通りの蒲田郵便局前交差点から南下する三軒通りは、JR蒲田駅から京急バスが路線バスを運行している。

## 施設

### 公共
- 六郷土手郵便局
- 大田仲六郷郵便局

### 教育
- 大田区立六郷中学校
- 大田区立仲六郷小学校
- 大田区立高畑保育園
- 東京幼稚園

### 福祉
- ろくごう病児保育室
- 放課後等デイサービス ポジティブ
- 地域包括支援センター六郷
- 仲六郷老人いこいの家

### 文化・スポーツ
- 宮本台緑地
- 六郷ゴルフクラブ

### 寺社
- 真言宗智山派東陽院
- 北野神社（止め天神）

## その他

### 日本郵便
- 郵便番号 : 144-0055[2]（集配局 : 蒲田郵便局[16]）。